# فورست رنچ (کالیفرنیا)
فورست رنچ (به انگلیسی: Forest Ranch) یک منطقهٔ مسکونی در ایالات متحده آمریکا است که در شهرستان بیوت، کالیفرنیا واقع شده‌است. فورست رنچ ۳۶٫۰۶۰ کیلومتر مربع مساحت و ۱٬۱۸۴ نفر جمعیت دارد و ۷۳۶ متر بالاتر از سطح دریا واقع شده‌است.